# María Ángeles Álvarez Martínez
María Ángeles Álvarez Martínez (Santa Cruz de Tenerife, 1957) es una filóloga española.

## Biografía
Estudió Filología Hispánica en la Universidad de La Laguna, donde se licenció en 1979, con premio extraordinario. En 1983 se doctoró en la misma universidad. Trabajó como profesora invitada en las universidades de Harvard, Oxford y Kaohsiung-Wenzao (Taiwán). Actualmente es catedrática de lengua española en la Universidad de Alcalá. En esa universidad ha dirigido el programa de los cursos de español para extranjeros, además de ser directora de Alcalingua (órgano vinculado a esa universidad que tiene como objetivo la promoción y la enseñanza de la lengua y cultura españolas) desde 2000 a 2009.
Además, desde 1995 es académica correspondiente de la Real Academia Española por las islas Canarias.